# Ares (álbum)
Ares es el tercer álbum de estudio del cantante de reguetón Arcángel. Fue publicado el 13 de julio de 2018 a través del sello discográfico Pina Records y distribuido por Sony Music Latin. Con mayor predominancia de canciones de trap latino, contiene colaboraciones con La Exce, Tory Lanez, J Balvin y Bad Bunny.

## Antecedentes
Se creó gran controversia por este álbum de la mano de sus fanáticos, debido a que el artista aseguró que este álbum tomaría el camino del trap y en este no habría nada de reguetón, cambiando así radicalmente el rumbo musical de sus producciones. El primer sencillo del álbum se tituló «El Granjero», donde el artista afirmó que el tema tenía una letra muy fuerte.

«Habrá muchas canciones de amor, canciones de trap, canciones de rap. Así que tendrá todas las ramas del género urbano, menos el reggaetón, y las canciones tendrán letras muy explícitas» expresó el exponente.

El nombre del álbum está inspirado en el Dios de la guerra, Ares. Este nombre debido a que el artista ha tenido guerras musicales con una gran cantidad de artistas, inclusive de otros géneros musicales. Hasta incluso creando una serie de canciones que eran lanzadas durante la víspera de Navidad tituladas como «Feliz navidad» donde el exponente lanzaba indirectas a artistas como Farruko, Wisin, Polaco, entre otros.

## Lista de canciones
| N.º      | Título                                    | Productor(es)                 | Duración |  |
| 1.       | «Atmósfera»                               | Light GM · Sansary            | 4:13     |  |
| 2.       | «Se supone»                               | Light GM                      | 3:28     |  |
| 3.       | «Original» (con Bad Bunny)                | EZ el Ezeta · Prida           | 4:06     |  |
| 4.       | «Date cuenta»                             | Light GM                      | 3:24     |  |
| 5.       | «Mi primer kilo»                          | Light GM                      | 3:37     |  |
| 6.       | «Corte, porte y elegancia» (con J Balvin) | Lincoln                       | 3:23     |  |
| 7.       | «Los 3»                                   | MIKE · Xnike                  | 2:57     |  |
| 8.       | «Me gusta»                                | Light GM                      | 3:31     |  |
| 9.       | «Victoria» (con Tory Lanez)               | EZ el Ezeta                   | 4:07     |  |
| 10.      | «En su boca»                              | Light GM                      | 3:10     |  |
| 11.      | «Pa' morir se nace» (con La Exce)         | Xnike · Sansary               | 3:16     |  |
| 12.      | «De la renta»                             | Bassbreaker · Xnike · Sansary | 3:32     |  |
| 13.      | «Lo que sea»                              | Light GM                      | 3:23     |  |
| 14.      | «Piernas en el aire»                      | Light GM · MIKE               | 3:41     |  |
| 15.      | «Un vacilón (Young Maelo)»                | Santo Nino                    | 3:41     |  |
| 16.      | «Caribbean Air»                           | Light GM · Xnike · Sansary    | 3:22     |  |
| 17.      | «Balancéate»                              | EZ el Ezeta                   | 3:48     |  |
| 18.      | «El granjero»                             | Light GM                      | 3:44     |  |
| 01:04:23 |                                           |                               |          |  |

## Posicionamiento en listas
| Listas (2018)                        | Mejor posición |
| ------------------------------------ | -------------- |
| España (Top 100 Álbumes)             | 74             |
| Estados Unidos (Latin Rhythm Albums) | 5              |
| Estados Unidos (Top Latin Albums)    | 5              |